# Fustigació d'ossos

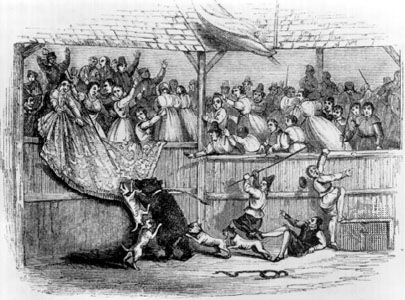
Gravat d'una fustigació d'ossos en l'Anglaterra del (gravat, 1796).

La fustigació d'ossos (en anglès: Bearbaiting) és una activitat consistent a fer lluitar contra un os encadenat en el centre d'una fossa a gossos de cacera especialment entrenats, que van sent substituïts així que són ferits o morts.
Era una diversió popular a Anglaterra fins al segle xix. Si bé hi ha hagut un descens en la celebració d'aquests actes gràcies a la tasca d'organitzacions com la World Society for the Protection of Animals, en l'actualitat continuen celebrant-se en algunes regions de Pakistan.

## Història
Des del segle xvi, molts ramats d'ossos van ser mantinguts per utilitzar-los en les fustigacions. En la seva forma més coneguda, els cossos per a aquest propòsit van ser anomenats els jardins de l'os, consistint en una tanca circular alta, que assetjava una àrea de sorra el "cós de l'os", i seients elevats sobre el cós per als espectadors. Un pal era fix a la terra cap a la vora de la sorra i l'os encadenat a ell, per la pota o pel coll. Un nombre de gossos de cacera ben ensinistrats també eren lligats al mateix pal, sent substituïts quan es cansaven, eren ferits o estaven morts. Durant molt temps, el principal jardí de l'os a Londres va ser el Paris Garden a Southwark.
Enric VIII era un aficionat a aquesta activitat i tenia una fossa a Whitehall. Isabel I estava també encaterinada amb aquesta activitat; i la hi oferien regularment en els seus viatges pel país. El 1575, se li va oferir una exhibició de fustigació amb tretze ossos, i quan es va presentar en el parlament una iniciativa per prohibir les fustigacions diumenge, ella va invalidar el Parlament.
Hi va haver variants en les que s'implicaven a altres animals que eren fuetejats, com toros, però també, en una ocasió curiosa, en un poltre amb una mona lligada a la seva part posterior va ser especialment fuetejat: un espectador va descriure que "... amb la cridòria de la mona, tirant de les corretges que pengen de les orelles i del coll del poltre, estava molt graciós". Las primer temptatives a Anglaterra per acabar amb aquest entreteniment, van ser fetes pels Puritans, amb resultats nuls. La mort d'un nombre d'espectadors, quan un graderio es va esfondrar en los «Paris Garden» el 12 de gener de 1583, van ser vistes pels primers puritans com un senyal de la còlera de déu, encara que sobretot no a causa de la crueltat en si mateixa, sinó perquè la fustigació es feia en diumenge.[5]
A finals del segle xvii "les consciències de la gent culta van començar a canviar", però no va ser fins a 1835 quan les lluites d'ossos van ser prohibides pel Parlament, mitjançant la Cruelty to Animals Act 1835 i aviat es va estendre a través de tot l'Imperi. Les lluites d'ossos tanmateix van continuar en la petita població de Knottingley.

## Fustigacions d'ossos a Amèrica del Nord
A Califòrnia a finals del segle xix, els ossos grizzlies s'utilitzaven en les fustigacions d'ossos, generalment davant un toro de lluita. Els grizzlies, usant les seves ànegues com garfis, trencaven els ossos del crani o del llom del brau tan fàcilment que l'apostar va arribar a mancar d'incentius. Ocasionalment, i amb un cost considerable, s'enfrontaven amb lleons africans per incrementar l'incentiu. Encara que es coneixia la ferocitat dels lleons, que atacaven directament i semblaven bons reclams per augmentar les recaptacions, els grizzlies van matar als lleons gairebé tan fàcilment com havien matat als toros.

## Altres usos
El terme anglès de Bearbaiting de fustigació de l'os, es pot utilitzar també per a la pràctica de la cacera d'engany d'un os amb esquer en un lloc on se'l mata. El caçador col·loca una quantitat d'aliment, tal com a carn crua o dolços, cada dia en un punt donat fins que el caçador nota que l'aliment se l'estan menjant cada dia, acompanyat per les empremtes de l'os. Llavors elegeix un dia per esperar l'os, matant-lo quan arriba per alimentar-se. Tal fustigació de l'os és legal en molts estats als Estats Units, tanmateix amb les societats protectores d'animals s'ha aconseguit que la "fustigació de l'os" estigui prohibida en 18 dels 27 estats que permeten la cacera de l'os. Persisteix en Alaska, Idaho, Maine, Michigan, Minnesota, New Hampshire, Utah, Wisconsin, i Wyoming. Per exemple, a Wisconsin el 2002, els caçadors van matar a 2.415 ossos; sent dels quals que usaven esquer 1.720 de les matances. A Maine, els caçadors van matar 3.903 ossos d'escalonamiento el 2001, i les fustigacions van prendre part en 3.173 dels animals."

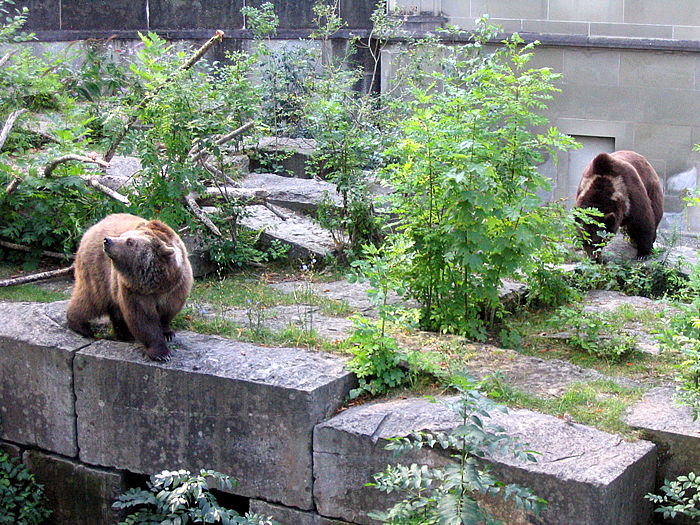
Ossos en la Bärengraben de Berna (Suïssa), símbol de la ciutat

## Fosses de l'os

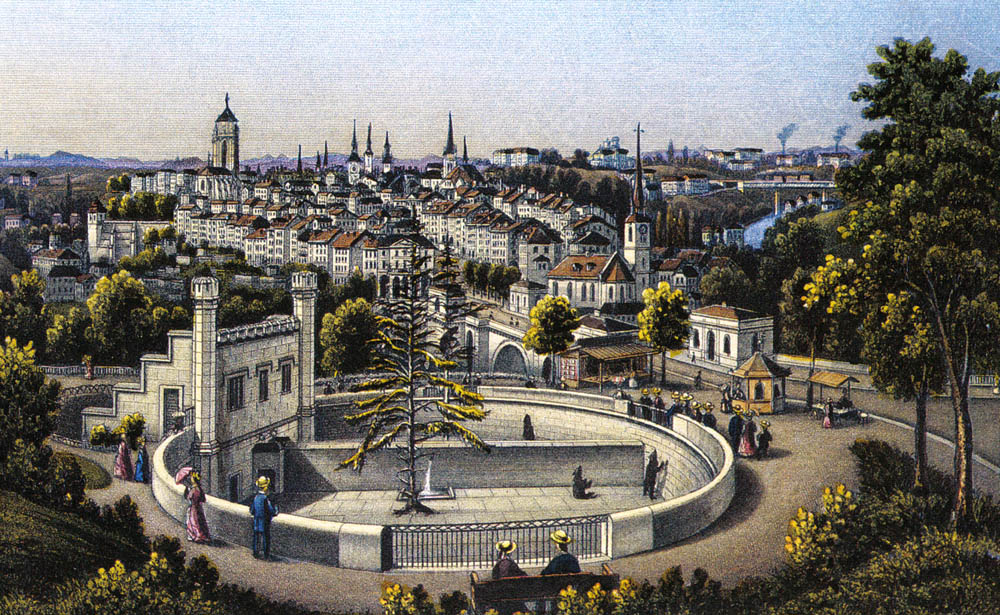
Ossos en la Bärengraben de Berna (Suïssa) 1880. Actualment encara en ús, amb una parella d'ossos, que són el símbol de la ciutat

La fossa de l'os, en anglès: bear pit o en alemany: Bärengraben són fosses o arenes que històricament es van usar per exhibir ossos, típicament per a diversió i especialment per a les fustigacions dels ossos i les seves lluites amb altres animals. La zona de lluita estava normalment envoltada d'una barrera o tanca elevada des de la qual els espectadors podien observar l'os que es trobava a baix en l'interior de l'arena.
La fossa de l'os de Berna, Suïssa, conegut com a Bärengraben, actualment segueix en ús.

### En l'actualitat
Les fosses d'ossos es troben en l'actualitat en els zoològics, però amb formes molt dispars i com a part expositiva del recinte on es mostren als ossos en un hàbitat recreat en el qual s'inclouen elements com grutes, trencades, o petits estanys d'aigua. Una fossa de l'os antiga, persisteix a la ciutat de Berna, a Suïssa, on mantenen permanentment de cara als visitants, al símbol viu de la seva ciutat.